# Idriella uncinospora
Idriella uncinospora är en svampart som beskrevs av R.F. Castañeda & W.B. Kendr. 1991. Idriella uncinospora ingår i släktet Idriella och familjen Helotiaceae.   Inga underarter finns listade i Catalogue of Life.